# Mahdi al-Khalissi
Lo sceicco Mahdi al-Khalissi (in arabo ﻣﻬﺪﻱ الخالصي‎?, Mahdī al-Khāliṣī; fl. XX secolo) è stato una personalità religiosa irachena. 
Fu un importante leader religioso sciita nell'Iraq sotto dominazione britannica, nella prima metà del XX secolo.
Al tempo in cui era supremo Marjaʿ in Iraq, al-Khāliṣī svolse un ruolo fondamentale nel tentativo di opporsi all'istituzione del Mandato britannico sull'Iraq, legittimato dalla Società delle Nazioni che dette così piena applicazione agli Accordi Sykes-Picot con i quali il Regno Unito e la Francia avevano deciso segretamente di spartirsi i domini arabi dell'Impero ottomano una volta che questo fosse stato sconfitto nella prima guerra mondiale.
Nel 1920 lo sceicco Mahdī al-Khāliṣī non riuscì ad affermare la causa dei nazionalisti indipendentisti e nel 1922 emise una fatwā in cui esortava i suoi seguaci e tutti gli sciiti iracheni a non partecipare alle previste elezioni, così da evitare di dare legittimazione al governo insediato dalle forze d'occupazione britanniche.
Sciiti, sunniti e cristiani, come anche altre comunità etnico-religiose irachene, risposero all'appello dello sceicco Mahdī al-Khāliṣī e non parteciparono al voto. Ciò comportò il fallimento delle elezioni e i britannici disposero allora la deportazione del leader politico e religioso a Bombay (India) ma un vasto gruppo di esasperati indiani di religione islamica giunse nel porto della città bengalese, obbligando le autorità britanniche a lasciare a bordo della nave lo sceicco Mahdī al-Khāliṣī e a trasferirlo altrove, nel timore che egli potesse diventare anche in India un leader capace di creare grandi difficoltà all'autorità occupante. 

Fu perciò trasferito ad Aden e qui egli ricevette un invito dello Sceriffo di Mecca, al-Ḥusayn b. ʿAlī, per potervi compiere il Hajj (pellegrinaggio canonico islamico). Dopo aver assolto al dovere del Hajj, lo sceicco Mahdī al-Khāliṣī ricevette un invito del ministro degli Esteri iraniano, Mohammad Mossadeq, per recarsi nel suo Paese dove sarebbe stato accolto e onorato da esponenti religiosi sciiti.
Lo sceicco Mahdī al-Khāliṣī fu accolto nel porto iraniano di Bushehr ma qui fu fatto oggetto di un attentato alla sua vita da parte di un funzionario della Iranian Oil Company che gli sparò contro 10 colpi di arma da fuoco.
Più tardi losceicco Mahdī al-Khāliṣī respinse un'offerta di amnistia di Re Fayṣal per tutti gli esponenti religiosi in esilio, a patto che costoro non si occupassero più di questioni politiche.
Nel 1925 lo sceicco morì improvvisamente a Mashhad. Si disse che egli fosse deceduto per una malattia ma molti suoi seguaci credettero che egli fosse stato avvelenato dal console britannico a Mashhad.